# Rètics
Els rètics (en llatí Rhaeti o Raeti) eren un poble celta que vivia a la regió anomenada Rècia.
Els romans sabien de la seva existència des del segle ii aC i eren un poble salvatge dedicat a la caça i el saqueig; com tots els pobles muntanyesos estaven molt aferrats a la seva independència i llibertat.
Segons la tradició eren un poble d'origen etrusc que es van desplaçar a la zona des de la moderna Llombardia, d'on havien estat expulsats per la invasió dels gals i separats dels seus compatriotes van formar un nou poble als Alps. Aquesta explicació prové de Dionís d'Halicarnàs que diu que els etruscs d'Etrúria s'anomenaven a si mateixos "rasena", que era considerat una variant del nom de raeti.
El cert és que els conqueridors romans quan van arribar a Rètia van trobar un poble celta que van romanitzar ràpidament; en dues o tres generacions ja parlaven el llatí de forma habitual. Les investigacions lingüístiques i de toponímia no han detectat la presència de noms d'origen etrusc, i únicament alguna barreja d'elements celtes i germànics. Les paraules sense origen clar que podrien tenir origen etrusc no són prou concloents. Se sap però que abans de la romanització parlaven el rètic.
Els retis, i els seus veïns, els habitants de Vindelícia van ser conquerits pels romans a l'any 15 aC, i el seu país es va convertir en una província romana. Durant un període més posterior de l'Imperi el territori es va despoblar gairebé completament, però va ressorgir quan els ostrogots, sota el mandat de Teodoric el Gran van prendre possessió del país i el van posar sota el comandament d'un Dux. A la mort de Teodoric, els boioars es van estendre pel país i també van ocupar el Nòric. El riu Licos era la frontera entre els alamans de Vindelícia i els boioars de Rècia.